# Union (vrachtwagenmerk)
Union is een voormalig vrachtwagenmerk uit Engeland.
In 1930 werd de vrachtwagenfabrikant Union opgericht in Londen. Union bouwde vooral voertuigen voor eigen gebruik omdat er nog geen koelwagens beschikbaar waren in Engeland. Union bouwde één type vrachtwagen: een bakwagenaanhanger met vleescontainers aangedreven door een Gardner 5LW dieselmotor. In het totaal zijn er tot 1960 42 voertuigen gemaakt.